# Gianni De Biasi
Gianni De Biasi (teljes nevén Giovanni De Biasi; Sarmede, 1956. június 16. –) olasz labdarúgó-középpályás, edző, az azeri labdarúgó-válogatott szövetségi kapitánya. Rendelkezik albán állampolgársággal is.

## Edzői statisztikája
2020. szeptember 8-án lett frissítve.
| Csapat           | Edzőség kezdete      | Edzőség vége        | Eredményességi mutató | Eredményességi mutató | Eredményességi mutató | Eredményességi mutató | Eredményességi mutató |
| Csapat           | Edzőség kezdete      | Edzőség vége        | M                     | GY                    | D                     | V                     | Győz %                |
| ---------------- | -------------------- | ------------------- | --------------------- | --------------------- | --------------------- | --------------------- | --------------------- |
| Cosenza Calcio   | 1996. július 1.      | 1997. június 30.    | 28                    | 7                     | 12                    | 9                     | 5.56                  |
| SPAL             | 1997. július 1.      | 1999. június 30.    | 34                    | 11                    | 14                    | 9                     | 32.35                 |
| Modena           | 1999. november 1.    | 2003. június 30.    | 139                   | 63                    | 43                    | 33                    | 45.32                 |
| Brescia          | 2003. július 1.      | 2005. február 9.    | 61                    | 14                    | 21                    | 26                    | 22.95                 |
| Torino           | 2005. szeptember 1.  | 2006. szeptember 7. | 48                    | 24                    | 14                    | 10                    | 50                    |
| Torino           | 2007. február 26.    | 2007. június 30.    | 14                    | 5                     | 3                     | 6                     | 35.71                 |
| Levante          | 2007. október 10.    | 2008. április 15.   | 30                    | 8                     | 4                     | 18                    | 26.67                 |
| Torino           | 2008. április 16.    | 2008. december 8.   | 22                    | 7                     | 3                     | 12                    | 31.82                 |
| Udinese Calcio   | 2009. december 22.   | 2010. február 21.   | 11                    | 3                     | 3                     | 5                     | 27.27                 |
| Albánia          | 2011. december 14.   | 2017. június 14.    | 54                    | 21                    | 12                    | 21                    | 38.89                 |
| Deportivo Alavés | 2017. szeptember 22. | 2017. november 27.  | 10                    | 4                     | 0                     | 6                     | 40                    |
| Azerbajdzsán     | 2020. július 11.     | jelenlegi           | 2                     | 1                     | 0                     | 1                     | 50                    |
| Összesen         | Összesen             | Összesen            | 452                   | 168                   | 128                   | 156                   | 37.17                 |